# Maroua Baccar
Maroua Baccar, née le 12 juin 1994, est une joueuse tunisienne de basket-ball évoluant au poste d'arrière.

## Carrière
Elle participe au championnat d'Afrique 2019, l'équipe de Tunisie terminant douzième du tournoi, puis au championnat d'Afrique 2021, terminant à la onzième place.
Elle évolue en club au Club sportif sfaxien.